# Mike Morris
Mike Morris (* 14. Juli 1983 in Braintree, Massachusetts) ist ein ehemaliger US-amerikanischer Eishockeyspieler, der im Verlauf seiner aktiven Karriere zwischen 2002 und 2009 unter anderem 26 Spiele für die Worcester Sharks in der American Hockey League (AHL) auf der Position des rechten Flügelstürmers bestritten hat. Morris wurde im NHL Entry Draft 2002 in der ersten Runde von den San Jose Sharks aus der National Hockey League (NHL) ausgewählt.

## Karriere
Mike Morris begann seine Karriere im Eishockeyteam der Saint Sebastian's School. Dort konnte er innerhalb von zwei Jahren in 59 Spielen insgesamt 106 Scorerpunkte erzielen und überzeugte damit die Talentscouts der San Jose Sharks aus der National Hockey League (NHL), die ihn im NHL Entry Draft 2002 in der ersten Runde an 27. Position auswählten. Morris war damit der erste Spieler, der vor seinem ersten Collegejahr im NHL Entry Draft in der ersten Runde gezogen wurde.
Morris wechselte dennoch nicht direkt in die NHL, sondern studierte vorläufig an der Northeastern University Soziologie. Er schloss sich dort dem Eishockeyteam des Colleges, den Northeastern Huskies, an, die in der Hockey-East-Division der National Collegiate Athletic Association (NCAA) spielten. Obwohl das Team zum Mittelmaß der Liga gehörte, schaffte es Morris nach seiner ersten Saison zur Berufung ins All-Rookie Team der Hockey East. In den folgenden Jahren konnte er sich von Spielzeit zu Spielzeit steigern. Erzielte er in der Saison 2003/04 noch 30 Punkte in 34 Spielen, so waren es im Jahr darauf bereits 39 Punkte. Während der Saison 2005/06 konnte er allerdings kein einziges Spiel bestreiten, da er unter den Folgen einer Gehirnerschütterung litt, die er bei einem Autounfall davongetragen hatte. Im Herbst 2006 konnte er wieder eingesetzt werden und führte sein Team als Mannschaftskapitän aufs Eis.
Nach Abschluss seines Studiums im Frühjahr 2007 unterzeichnete er am 23. April 2007 einen Standard-Vertrag bei den San Jose Sharks, die ihn im Sommer ins Trainingscamp einluden. Da er sich nicht durchsetzen konnte und einen Platz im NHL-Stammkader eroberte, schickten ihn das Management zu den Worcester Sharks, dem Farmteam in der American Hockey League (AHL). Nachdem der Stürmer dort über den Zeitraum von zwei Spieljahren bis zum Sommer 2009 lediglich 26 Partien absolviert hatte, beendete der 26-Jährige seine Karriere frühzeitig.

## Erfolge und Auszeichnungen
- 2003 Hockey East All-Rookie Team
- 2005 Hockey East Second All-Star Team

## Karrierestatistik
(Legende zur Spielerstatistik: Sp oder GP = absolvierte Spiele; T oder G = erzielte Tore; V oder A = erzielte Assists; Pkt oder Pts = erzielte Scorerpunkte; SM oder PIM = erhaltene Strafminuten; +/− = Plus/Minus-Bilanz; PP = erzielte Überzahltore; SH = erzielte Unterzahltore; GW = erzielte Siegtore; 1 Play-downs/Relegation; Kursiv: Statistik nicht vollständig)